# Ségbeya
Ségbeya är ett arrondissement i kommunen Kpomassè i Benin. Den hade 3 611 invånare år 2002.